# Vlag van Sind

Vlag van Sind

De vlag van Sind is een groene vlag met het embleem van Sind in het midden. Het embleem is uitgevoerd in wit, zodat de vlag uit de kleuren groen en wit bestaat. Dit zijn de nationale kleuren van Pakistan die ook de vlag van Pakistan vormen.
Het embleem toont een dier en een plant als symbolen van de landbouw van Sind beide geplaatst tussen twee graantakken. Dit alles staat tussen een halve maan en ster, als verwijzing naar de halve maan en ster in de Pakistaanse vlag.